# Kéléfa Sall
Pour les articles homonymes, voir Sall.
Kéléfa Sall, né en 1958 en Guinée et décédé le 27 juillet 2019 à l’hôpital de l'amitié sino-guinéenne à Conakry, est un magistrat guinéen. 
Ancien président de la Cour Constitutionnelle guinéenne depuis la création de l’institution en 2015 jusqu’à sa destitution en 2018,.

## Discours historique
Lors de la seconde investiture du président Alpha Condé en 2015, Kelefa Sall s’immortalise avec son discours :
« La conduite de la nation doit nous réunir autour de l’essentiel. Ne nous entourons pas d’extrémistes, ils sont nuisibles à l’unité nationale. Évitez toujours les dérapages vers les chemins interdites en démocratie et en bonne gouvernance. Gardez-vous de succomber à la mélodie des sirènes révisionnistes. Car, si le peuple de Guinée vous a donné et renouvelé sa confiance, il demeure cependant légitimement vigilant »,